# Afritz am See
Afritz am See é um município da Áustria localizado no distrito de Villach-Land, no estado de Caríntia.